# The Star Packer
The Star Packer é um filme norte-americano de 1934, do gênero faroeste, dirigido por Robert N. Bradbury e estrelado por John Wayne e Verna Hillie.

## A produção
De todos os filmes que John Wayne fez para a Lone Star Productions, este aparenta ter sido o mais caro. Além das tradicionais situações  comuns aos faroestes B, The Star Packer tem também elementos de filmes de terror, como um intruso que olha furtivamente pela janela do quarto da mocinha, passagens secretas, túneis que levam a uma caverna e um tronco de árvore oco por onde um bandido mata um xerife.
A história foi rodada em Newhall, na Califórnia, com aproveitamento de suas lagoas e, naquela que é a melhor cena da produção, uma sequência de perseguição e luta envolvendo quarenta cavaleiros.
The Star Packer está em domínio público e, portanto, pode ser baixado gratuitamente no Internet Archive.

## Sinopse
John Travers, delegado federal, e seu fiel companheiro, o índio Yak, estão na písta do misterioso bandoleiro The Shadow (O Sombra). Após a morte do xerife de Little Rock, Travers assume o cargo, captura dois homens do bando d'O Sombra e prepara uma armadilha para o criminoso. Para isso, ele conta com a ajuda dos rancheiros da região, todos nomeados delegados.

## Elenco
| Ator/Atriz    | Personagem                  |
| ------------- | --------------------------- |
| John Wayne    | John Travers                |
| Verna Hillie  | Anita Matlock               |
| George Hayes  | Matt Matlock                |
| Yakima Canutt | Yak                         |
| Bill Franey   | Bandido no tronco de árvore |
| Eddie Parker  | Um capanga                  |
| Earl Dwire    | Mason                       |
| Tom Lingham   | Xerife Al Davis             |